# Deborah Bowman
Deborah Bowman, född den 4 juli 1963 i Southport, Australien, är en australisk landhockeyspelare.
Hon tog OS-guld i damernas landhockeyturnering i samband med de olympiska landhockeytävlingarna 1988 i Seoul.